# بعل فغور
بعل فغور في علم دراسة الشياطين، في المسيحية، هو شيطان، وأحد أمراء الجحيم السبعة، الذي يساعد الناس للتوصّل إلى الاكتشافات. يغوي الناس بأن يقترح عليهم الاختراعات المبدعة التي ستجعلهم أغنياء. طبقا لبعض علماء الشياطين من القرن السادس عشر، يكون بعل فغور في أقوى قوّته في شهر أبريل/نيسان. يعتقد الأسقف وصائد الساحرات بيتر بنسفيلد بأنّ بعل فغور يغري الناس بواسطة الكسل أيضا، وطبقا لتصنيف بيتر بنسفيلد للشياطين، فإن بعل فغور هو الشيطان الرئيسي المسؤول عن الخطيئة القاتلة المعروفة بالكسل في التعاليم المسيحية.
أصل بعل فغور آشوري من بعل-فغور Baal-Peor، إله المؤآبيين الذي ارتبط به الإسرائيليون في Shittim (أعداد 25 :3)، والذي ارتبط بالإباحية وطقوس العربدة. كان يعبد بشكل قضيب (فالوس). وكشيطان، وصف في الكتابات القبالية ب«المنازع»، عدو «الجمال» السيفروث السادس. وعندما يستدعى (يحضر)، يمكن أن يمنح داعيه الثروات، وإمكانية الاكتشاف والاختراع. دوره كشيطان كان في بذر بذور النزاع والشقاق بين بني البشر وإغوائهم لفعل الشرّ من خلال تقسيم الثروة.
بعل فغور (سيد الفجور أو سيد جبل فغور) كان قد صوّر برسمين مختلفين: مرة كشابّة جميلة وأخرى كشيطان ملتحّي بشع مع قرون ومسامير مدبّبة جدا؛ الشكل الأول، طبقا لأكثر المصادر، كان تنكّره الدنيوي عندما يظهر بتضرّع الفانين (البشر). وطبقا ل دي بلانكي في موسوعته الجهنمية، كان بعل فغور سفير الجحيم إلى فرنسا. صوّر بعل فغور أيضا شخصيات في كتاب ميلتون الفردوس المفقود وفي رواية فيكتور هوجو، عمال البحر.
طبقا للأسطورة، أرسل بلوتو بعل فغور من الجحيم ليتقصى إذا ما كان هناك حقا شيء على الأرض اسمه السعادة الزوجية. إلا أن إشاعة كهذه وصلت الشياطين لكنّهم عرفوا بأنّ الناس لم يخلقوا للعيش بانسجام. تجارب بعل فغور في العالم أقنعته بأن هذه الإشاعة لم يكن لها أساس. توجد هذه القصّة في أعمال مختلفة من الأدب الحديث المبكّر، ولهذا يستعمل الاسم للتعريف بعدو الإنسان أو الشخص الفاجر.